# Qp
qp（キューピー）は、日本のアーティスト。広島県生まれ。祖母は歌手の二葉あき子。父はジャズピアニストという芸術一族の元に産まれる。

## 来歴
少年期　香港時代
祖母のテレビ出演の際に時折一緒に出演し、業界関係者たちにはやくから注目される。早くの少年期から音楽教育を受け、演奏技術や作曲ロジックを身につけると同時に、都内のディスコなどにも足を運び学問的な音楽とカルチャー的に産まれる音楽の両方を感性に取り込む。その後故郷の広島音楽高等学校に編入し卒業。東京音楽大学に入学し20歳で単身香港に渡る。楽器店に通う日々の中、すぐさまあらゆる楽器の優れた演奏技術に注目され、1年後にはEddie NG、フェイ・ウォンなど香港の有名スター、アーティストのコンサートステージにベーシストとして活躍することになる。レコーディング、作曲・アレンジャーとしてその後も活躍しキャリアを積んでいき現在も交流を持つ。
PLAZMA, CHURCH時代
90年代初頭日本に帰国し、当時盛んであったテクノ、ダンスミュージック、クラブカルチャーにいち速く着目し作曲方法に変化を加える。その後、代官山にて『PLAZMA』を運営。ダンスミュージックのみではなく実験的な電子音楽やラウンジ要素も加えた新しいスタイルを展開し話題となる。国内外の有名な芸能人からアーティストたちも来場するようになり、代官山から恵比寿駅まで長蛇の列ができるほどの来客数になり圧倒的な存在を確立させる。イベントの際には本人もDJ、ライブにて出演し坂本龍一やアート・リンゼイ、プラッドといった誰しもが知る世界的に有名なアーティスト達と共演することもあり、オーディエンスのみではなくアーティスト達からも注目を浴びる。(因みにPLAZMA立ち上げ当時は、代官山の場所においてイベントを開催しても人は絶対足を運ばないというのが当時のシーンの見解であったが、全く反して大成功したきっかけでPLAZMA終了後に代官山にクラブが設立される。PLAZMAの跡地は現在の代官山UNITである。)その後西麻布でテクノクラブ『CHURCH』を設立、毎晩多くの来客者が訪れるイベントのクオリティの高さが評判になり、当時軒並みに増え続けるクラブの中においても伝説的な存在となる。
AUN, CM, ゲームサンドプロデュース期
「PLAZMA」,「CHURCH」開催期と同時期において、ユニット「AUN」を構成し、ラウンジ／エレクトニカの先駆的音楽Hikariをリリース。メガストアなどで話題になる。現在においてもアンビエント／トライバル／アブストラクト／エクスペリメンタル／コラージュが混ざり合った、美しいインナー・フューチャリスティック・サウンドと評価を受けており海外のミュージックコレクターもフェイバリットアルバムとしてインターネットで紹介をしている。また、イベントに足を運んでいたゲームプロデューサーやCM制作関係者達からサウンドプロデュースの依頼が多数あり、海外の有名飲食ブランドや国内有名企業のCMサウンドのプロデュース、アクションパズルゲームシリーズGUNPEYや女神転生、メテオス、ラブデリック開発の「L.O.L」などのサウンドプロデュースを担当する。CMサウンドにおいては、ニック・ウッドとサイモン・ル・ボンの2人が設立した音楽会社シンプロダクションを製作環境にしてモッズヘヤ、リプトン、メントスなどのCMサウンド製作も行った。)
PYRAMID, 鉄コン筋クリートリミックス期
その後、再び拠点を海外に捉えて単身でバリ島に渡る。オリジナルサウンドシステムを造りゲリラ的にビーチや野外などでパーティを開催し続けるうちに動員が増え話題を呼ぶ。
現地においても多くのコネクションが増え、ついにクラブPYRAMID CLUBを設立。何もない更地から設計、建設指揮、デザイン、運営を単身で行う。瞬く間に、当時では存在しなかったリゾートスペースとして話題を呼び、PAUL WOOLFORD、グリーンベルベットをはじめとする世界的に有名なDJたちがここでプレイするようになり唯一無二の空間を作りあげた。また、バリ島在住中に音楽製作も行い、作品のひとつに世界的に話題となり様々な賞を受賞したアニメ映画「劇場版 鉄コン筋クリート」のリミックスアルバムに提供したThai Boxing - Qp Mixがある。
台湾,現在
その後、PYRAMID CLUBのメインマネジメントを長年の盟友、DJMAYURIにバトンタッチして単身で台湾に渡る。滞在中も音楽製作を続け日本独特の「和」の世界、和楽器や江戸文化、縄文時代にインスパイアされた音楽、映像を考案する。このアイデアを元に日本で話題になっているアートアクアリウム展への楽曲提供オファーが入り
洗練されたエレクトリックミュージックに和楽器を効果的に取り込んだ新しいロジックの音楽を産みだし全国の会場でヘビープレイされるようになり更なる世界観を確立させた。現在は日本に帰国しており world gallery Co., Ltd. を設立。日本から全世界に発信する様々なアートプロジェクトを計画中である。